# Schiltach
Schiltach település Németországban, azon belül Baden-Württembergben. Lakosainak száma 3725 fő (2023. december 31.).

## Népesség
A település népessége az elmúlt években az alábbi módon változott:
| Lakosok száma | 4064 | 4108 | 3991 | 3899 | 3834 | 4101 | 4016 | 3999 | 3818 | 3725 |
|               | 1961 | 1967 | 1974 | 1980 | 1987 | 1993 | 2000 | 2006 | 2013 | 2023 |